# Зыбанов, Николай Фёдорович
Николай Фёдорович Зыбанов (14 января 1927, село Винно-Банново, Кинель-Черкасский район, Куйбышевская область — 20 января 1997, Кинель-Черкасский район, Самарская область) — тракторист совхоза «Рабочий» Кинель-Черкасского района Куйбышевской области. Герой Социалистического Труда (1971), награждён орденом Ленина (1971), орденом Трудового Красного Знамени (1976), медалью «За освоение целинных земель» (1957), медалями ВДНХ СССР, заслуженный механизатор сельского хозяйства РСФСР (1969).

## Биография
Родился Николай Фёдорович 14 января 1927 года в селе Винно-Банново Куйбышевской области в многодетной крестьянской семье. Отец — хлебороб, мама — домохозяйка. Николай Зыбанов окончил пять классов сельской школы. Трудовую деятельность начал в 1939 году в возрасте двенадцати лет, был штурвальным на 1-м отделении зернового совхоза «Рабочий», в 1943 году работал трактористом. В 1944 году Николай Фёдорович был призван на военную службу в Советскую Армию, служил семь лет на Сахалине, был механиком-водителем тяжёлого танка ИС-3.
В 1951 году уволился в запас, вернулся в родной край и продолжал работать трактористом в зерновом совхозе «Рабочий» на отделение № 1. Николай Фёдорович несколько раз выезжал на целину на уборку урожая зерновых культур, в 1957 году был награждён медалью «За освоение целинных земель». Является участником выставки достижений народного хозяйства, награждён медалями ВДНХ СССР. Многие годы был передовиком среди механизаторов сельского хозяйства не только в Кинель-Черкасском районе, но и в Куйбышевской области.
За высокие результаты и проявленную трудовую доблесть в 1971 году Николай Фёдорович Зыбанов был удостоен звания Героя Социалистического Труда с вручением ордена Ленина и золотой медали «Серп и Молот».
В 1987 году ушёл на заслуженный отдых, жил со своей супругой — Ларисой Васильевной в селе Березняки Кинель-Черкасского района. У Николая Фёдоровича и Ларисы Васильевны три сына и четыре дочери, сыновья пошли по стопам отца, стали механизаторами.
Умер Николай Фёдорович 20 января 1997 года.
С сентября 2014 года сельская Березняковская средняя школа Кинель-Черкасского района носит имя Николая Фёдоровича Зыбанова, на здании школы установлена мемориальная доска Герою Социалистического Труда Н. Ф. Зыбанову.

## Награды
- Ордена Ленина (1971);
- Медаль «Серп и Молот» (1971);
- Орден Трудового Красного Знамени (1976);
- Медаль «За освоение целинных земель» (1957);
- Медали ВДНХ СССР;
- другие медали.

## Звания
- Герой Социалистического Труда (1971);
- Заслуженный механизатор сельского хозяйства РСФСР (1969).